# Fresne-Léguillon
 Fresne-Léguillon  es una comuna y población de Francia, en la región de Picardía, departamento de Oise, en el distrito de Beauvais y cantón de Chaumont-en-Vexin.
Su población en el censo de 1999 era de 467 habitantes.
Está integrada en la Communauté de communes du Vexin Thelle.

## Demografía
| 298 | 307 | 354 | 313 | 394 | 467 |
| Para los censos de 1962 a 1999 la población legal corresponde a la población sin duplicidades (Fuente: INSEE [Consultar]) |     |     |     |     |     |

- Datos: Q1337207
- Multimedia: Fresne-Léguillon / Q1337207

1. ↑  Worldpostalcodes.org, código postal n.º 60240.
2. ↑  INSEE, Datos de población para el año 2012 de Fresne-Léguillon (en francés).